# Oxygen (タイのテレビドラマ)
Oxygen（オキシジェン、タイ語: ดั่งลมหายใจ  ）は、2020年にタイのテレビ局One31で放送されたスパナット・ラオハパーニッチ（ナット）とチャナプーム・テーンウォン（ペッチ）が主演するタイのテレビドラマシリーズ。Chesshireによる同名小説を原作としている。原作のイラストはSukiが担当していた。
Pongpisit Bottasriが監督し、Roger Films StudioとBeluga ProductionとMauveBangkokが製作した。ティーザー映像は2019年10月24日にリリースされた。 当初2020年5月に放映予定であったが、新型コロナウイルス感染症の世界的流行により延期され、同年9月12日から12月5日にかけて、チャンネルOne31で22:15（ICT）に放送された。
日本ではWOWOWプライムにて2021年4月放送予定となっており、1月14日午後0：00より第1話が無料先行配信される。

## あらすじ
孤児院出身のギーと多国籍ホテルチェーンの御曹司ソロの2人のロマンチックラブストーリーで、ある日の夜にギーが働いているカフェにソロが偶然訪れたことから物語が始まる。

## キャストとキャラクター

### 主演
ソロ・シワコーン・シワロキン役：スパナット・ラオハパーニッチ（ナット）
音楽学部の大学1年生で、多国籍ホテルチェーンの御曹司。偶然立ち寄ったカフェでギーと出会った。ギーのことをギターと呼んでいる。
ギー役：チャナプーム・テーンウォン（ペッチ）
孤児院出身で、カフェで働きながら大学に通う工学部の学生。
カオ・アシラ役：Thanabat Ngamkamolchai （Boss）
ソロの親友で、プーに一目惚れした大学1年生。バンドでボーカルを務めている。
キム役：Thanyanan Pipatchaisiri（Natty）
ギーと同じカフェで働く腐女子。ケムの姉。
プー・プーリ・ドレイク役：Phubeth Tharathonchanakul（Phu）
ソロの従兄で国際経営学部に通うが1年留年している。イギリスに住む弟がいる。
ペッ先生役：カンチャヌット・ケンカンカー（カン）
医師でパースの同僚。よく2人でギーとキムが働くカフェに訪れている。
パース先生役：ユウキ・ドゥロンセーン
ペッの同僚で呼吸器科の医師。
ケム役：Chayanond Boonmanawong (Fourwheels)
キムの弟。高校生でゲーマー。

### 助演
ソロの父親役：Paythai Ploymeeka (Phe)
多国籍ホテルチェーンの社長。
ジェイ役：Kiettisak Scofield (Michael)
ソロの父親の秘書。
ムーン役：Thitiwat Limpimproh（Ishi）
孤児の子ども。ビッグママを本当の母親のように思っている。
リンダ役：Nathalie Ducheine
ソロの婚約者で、次期社長夫人候補として教育を受けてきた。
ウィン役：Naradon Namboonjit (Prince)
カオのバンドの先輩。
ジェダイ役：Rapeepat Aimphan (Toon)
医学部に通うソロとカオの友人。
ケイ役：Apiwat Buppanharun (T)
ギーの後輩で工学部の大学1年生。プロムコンテスト出場者。
ビア役：Supamongkon Wongwisut (James)
ギーの友人で同じカフェで働いている。
孤児院のビッグママ役：Chantana Kittiyapan
ギーの育ての親。孤児院閉鎖後は地方の農場で子供たちの世話をしている。

### ゲスト出演
プロムコンテストのMC役：Thamrong Cunpisut (Pharaoh)
第2話。
カーオナー（本人）役：キッティパット・ケーオチャルーン (カーオナー)
タボー（本人）役：チャノックチョン・ブーンマナウォン (タボー)
第1，2話にカップルとして登場。

## サウンドトラック
MY OXYGEN - スパナット・ラオハパーニッチ（ナット）